# Zazen
Zazen of zittende meditatie (Japans: 座禅; letterlijk "zittende aandacht") is de meditatievorm die beoefend wordt in het zen-boeddhisme. Zazen wordt beoefend om bevrijd te raken van lijden, door het realiseren van een kalme, wakkere geest die niet wordt gehinderd door hevige emoties en illusies.
In andere stromingen houdt  zazen –meditatie in meditatiehouding– in om zo het verschil met samsara –meditatie in het dagelijks leven– te kunnen maken. In het boeddhisme zijn beide meditatietechnieken belangrijk.

## Houding

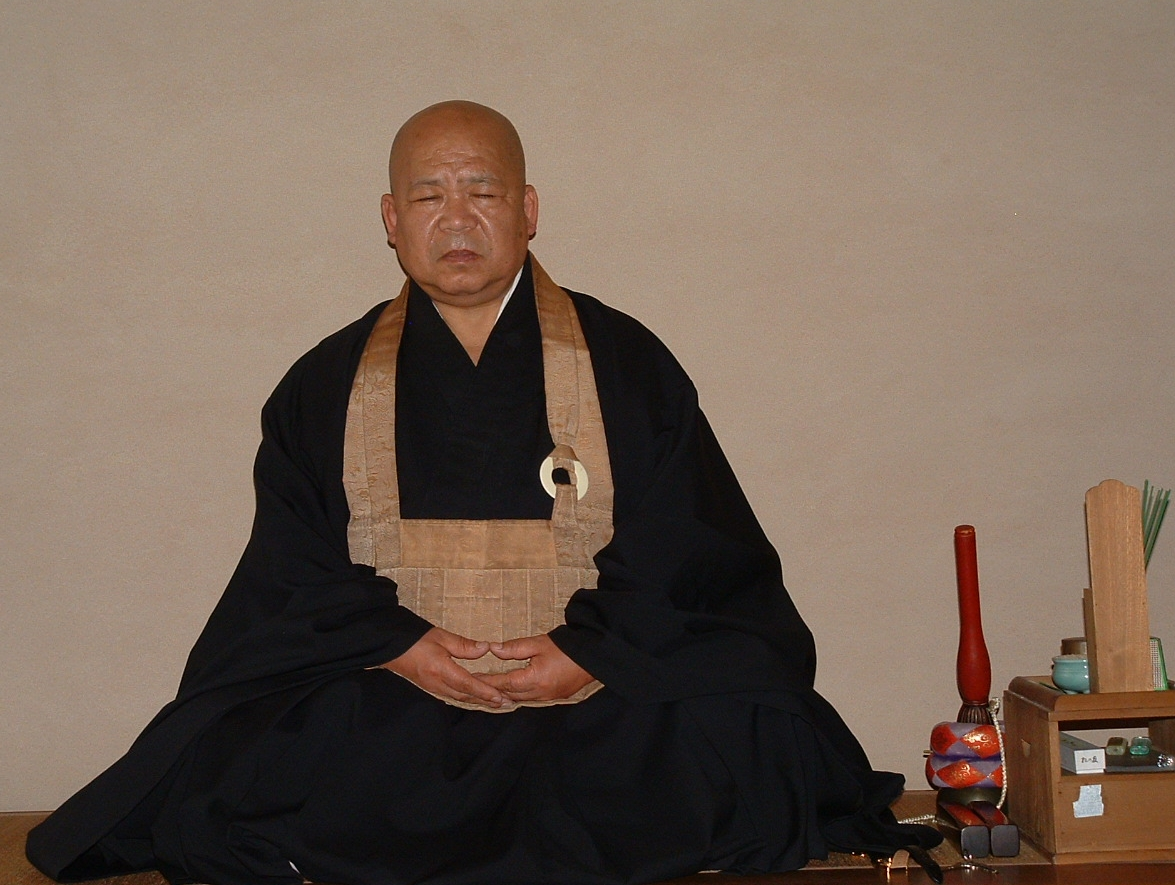
Zazen

Zazen doet men op een kussentje of een bankje in de lotushouding, alleen of in een groep. De rug is gestrekt het hoofd iets naar voren gedraaid zodat de kin wordt ingetrokken. De handen vormen ter hoogte van de navel een kosmische mudra, waarbij de vingers van de linkerhand op de vingers van de rechterhand gelegd worden. De duimen raken elkaar licht. De houding van de handen helpt vast te stellen hoe de geestelijke toestand is. Neigt men naar een slaaptoestand, dan zakken de duimen naar beneden en los van elkaar. Wanneer iemand sterk zit te denken en te tobben, dan gaan de duimen stijf tegen elkaar aan en komen wat omhoog.

## Beoefening
De gemeenschappelijke ruimte waarin zazen beoefend wordt heet zendo. De zenmeditatie is meestal strikt aan rituelen en regels gebonden, die afhankelijk zijn van de zentraditie:
- Soto-zen, men zit langs de rand van de zendo met het gezicht naar buiten gekeerd om elkaar niet af te leiden. Er is niets om de aandacht op te richten. Enkel zitten is het doel: shikantaza.
- Rinzai-zen, men zit met het gezicht naar het midden van de ruimte. Tijdens de meditatie wordt de aandacht gericht op het tellen van de adem, of op een koan.

Tijdens de meditatie komen allerlei gedachten boven. De bedoeling is deze gedachten te laten komen en gaan, zonder er al te veel belang aan te hechten of ze te beoordelen. Door telkens rustig terug te keren naar het object van de meditatie (ademhaling, tellen of koan), krijgen gedachten langzaam minder grip.
In sommige zendo's wordt een stok gebruikt om iemand wakker te houden. Op eigen verzoek van de zenbeoefenaar geeft de za-zen leider dan een forse klap met een stok op de spieren van de nek naar de schouder op een precieze plek die ook wordt gebruikt binnen de acupunctuur. Het raken van deze plek maakt nieuwe energie vrij waardoor lange meditatiesessies gemakkelijker vol te houden zijn. Hoewel het geven van zo'n klap kan lijken op een straf is deze dus bedoeld om de monniken te helpen hun aandacht langdurig bij de meditatie te houden. Afhankelijk van de zentraditie kan een zenbeoefenaar hier zelf om vragen, of wordt door een meditatieleider uitgenodigd.